# ハッキヨイ!せきトリくん
ハッキヨイ！せきトリくんは日本相撲協会の公式マスコットキャラクター。本項では主人公キャラクターである「ひよの山(―やま)」とその周囲にいる「赤鷲」らキャラクターについても解説する。

## 概要
2009年8月31日に協会の公式キャラクターとして発表された。マスコットを設けた理由の一つとして「若い世代に相撲に関心を持ってもらうことが狙い」としている。発案者は当時協会の広報部長だった九重親方（千代の富士貢）で、原案をひと目見て「これがいい！　子どもたちの目をひく！」と採用を即決したという。モチーフは鳥で、元々相撲界では鳥が「二本足で立つので土がつかず縁起が良い」とされていることもあり、関取と鳥をかけて「せきトリくん」という名前になった。
公式サイト上の案内にも小さな子供でも読みやすいように振り仮名を振る配慮がされている。グッズも随時制作されている。
NHKの大相撲中継ではデジタル放送において4：3サイズの映像を流す際、サイドパネルにひよの山のイラストが表示されていたが、近年はめっきり使用されなくなった。
着ぐるみ（ひよの山と赤鷲が作成されている）などは、関取姿（大銀杏を結い、白い稽古まわしをつけている）。2024年5月、436話にて公式サイトにおける15年間の漫画連載が終了した(ひよの山達の幕下昇進が確実になった時点)。

## 作者
ノッポトッポちゃん、アオ・ゾーラ、ごはんぢゃワン、テレシーズ、スパーキー他、多数のキャラクターをデザインしている、にしづかかつゆきによるもの。にしづかは漫画の連載開始時点で100人以上のキャラクターを構想していたという。

## キャラクター

### ひよの山と同期たち
ひよの山（ひよのやま）
主人公。父の果たせなかった夢を果たすため、東北から上京してきた。大鳥部屋に入門する。第2新弟子検査で合格し、力士としてのキャリアをスタートさせる。三月場所の前相撲で一番出世を果たし、五月場所で序ノ口の番付に載り、5勝2敗で序二段に昇進し、その後も勝ち越しを続け、少しずつ番付をあげて三段目上位にまできている。名前の由来は「ひよっ子」から。
赤鷲（あかわし）
赤毛と釣りあがった目が特徴の、ひよの山のライバル。「フン！」が口癖。大鷲部屋所属。第2新弟子検査で合格。両親は他界しており、姉のすも子がただ一人の家族である。スピーディーな相撲が持ち味。一見クールだが、涙もろい一面もある。
玉鷹（たまたか）
ひよの山の同期。金鷹部屋所属。元中学生横綱で角界期待の星である。五月場所までひよの山に負けたことが無い。
川波（かわなみ）
ひよの山の同期。鳩ヶ海部屋所属。見た目は河童に似ていて、しばしば「かっぱ」と呼ばれることもある。川波（緑）、ひよの山（黄）、赤鷲（赤）で「信号機トリオ」と玉鷹からよばれたこともある。性格は少々ナルシスト。実家は禅宗の寺院。本名は「清彦」。すももに好意を抱きアプローチするが、相手にされていない。
大木（おおき）
ひよの山の同期。鷲武部屋所属。登場キャラの中で一番髪が短い。ひよの山、赤鷲と同じく第2新弟子検査で合格し、一番出世した。
空丸（そらまる）
ひよの山の同期。鳩松部屋所属。何故か非技で負けてしまう取り組みが多い。
桜偉（さくらい)
ひよの山の同期。大卒で入門。アマ横綱・学生横綱の二冠に輝いた経歴を持ち、各種相撲大会でも優勝の経歴があるため幕下10枚目格でデビューしている。ひよの山の代の絶対的エース。
鳥の海（とりのうみ）、鳥の花（とりのはな）
ひよの山の同期。白鳥部屋所属。下まつ毛で黒目の方が鳥の海で、上まつ毛で目がパッチリしている方が鳥の花。鳥の海は猫騙しでひよの山に挑むが突き出しで負けてしまう。
酉磨（ゆうま）
宇宙鳩部屋所属。両手突きでひよの山に挑むもスキを突かれて敗北する。

### 大鳥部屋、白鳥一門関係
鳥ヶ嶽（とりがたけ）
ひよの山の父。元東前頭二枚目。怪我で引退して現在は農家をしている。
大鳥親方（おおとりおやかた）
壮年の親方（年寄）。鳥ヶ嶽の親友でありライバル。新弟子として入門してきたひよの山を預かる。釣りが趣味。妻が豊の鳥の妻と姉妹関係にあるため、豊の鳥とは相婿である。
おかみさん
大鳥親方の妻。結婚前は客室乗務員を務めていた。実は豊の鳥の妻とは姉妹関係にある。
あんこ山
ひよの山の兄弟子で名前通りのあんこ型力士。大鳥部屋の部屋頭で、ひよの山が入門した三月場所で幕下優勝し、新十両昇進をはたした。甘いものに目がなく特に小豆が大好物だが、稽古に対しては辛口。化粧廻しのデザインは白地に一粒の小豆と漢字の「小豆」。締め込みの色は紫。ひよの山にあんこ型力士対策を伝授。
見た目が、実在する力士の水戸龍聖之と似ており、実際に協会のSNSで2ショットが投稿されたこともある。
そっぷ海
ひよの山と同じソップ型の兄弟子。ひよの山入門時の階級は三段目だったが、幕下まで昇進している。ひよの山にソップ型力士対策を伝授。
のっぽ岳
ひよの山の兄弟子。長身力士で、大鳥部屋の中で一番スタミナがある。ひよの山入門時の階級は序二段。実家はちゃんこ屋。
めがね川
ひよの山の兄弟子。相撲の知識が豊富。ひよの山入門時の階級はのっぽ岳と同じ序二段。その後三段目に昇進したが伸び悩んでおり、三段目四枚目まで上がった場所で負け越して幕下昇進を逃している。実家はメガネ屋。
鵬玖珠（ほうくす）
第271話で大鳥部屋に入門してきた新弟子。福岡県出身。349話では三連敗中で負け越しリーチの状態だったが、そこから四連勝で見事勝ち越しを決めた。
鳥の川（とりのかわ）＝現役時代のしこ名
白鳥部屋の部屋付きの親方。最高位は小結。ひよの山が入る前の場所（初場所）で引退した。親方としての名前は不明。出稽古に来たあんこ山に下から上に向かって相手を押し上げる戦法を教え、このお陰であんこ山は関取昇進を果たすことができた。
鳥乃国（とりのくに）
白鳥部屋所属の東横綱（五月場所）。横綱土俵入りの型は雲竜型。入門当時はひよの山と同じ体格であった。また鳥ヶ嶽の弟弟子と思われる。締め込みの色は青。
床鳥（とことり）
あんこ山の髷を結っていた床山。

### その他の力士たち
- 番付はひよの山が序ノ口についた五月場所

鷲錦（わしにしき）
西横綱。横綱土俵入りの型は不知火型。なお、五月場所前の優勝額贈呈式で両横綱がそろっている。
美翔（びしょう）
東大関。美形力士で女性人気が高い。
法鳥力（ほうちょうりき）
西大関。
闘鶴（とうかく）
東関脇。
大顎（だいがく）
西関脇。
黒雲（くろくも）
東小結。
菊富士（きくふじ）
西小結。
番鳥（ばんちょう）
十両への門番と呼ばれる幕下上位の古参力士。しかしあんこ山に敗北し、彼の新十両を許してしまう形となった。
福の鳥（ふくのとり）
弓取りを行う力士。番付は不明だが、恐らくは幕下以下（弓取式は基本幕下以下の力士が行う為）。
雨烏（あめからす）
烏山部屋所属。横綱八咫烏の外孫。赤鷲を上手出し投げで破る。
風烏（かぜからす）
烏山部屋所属。川波に送り吊り出しで敗れる。
土烏（つちからす）
烏山部屋所属。ひよの山に吊り落としで敗れる。その後再び取り組みが組まれた時は一度は物言いに持ち込んだものの、取り直しの一番でひよの山の回転作戦により目を回した挙句土俵外に放り出されて対ひよの山戦2連敗となってしまった。
大熊猫嵐 （パンダあらし）
海猫部屋所属。和歌山県出身。ひよの山の初場所最後の取り組みの対戦相手になった力士。その可愛さはすももやどす子も見とれてしまうほど。しかし腕っ節は弱く、ひよの山のぶちかまし一発で場外に吹っ飛んでしまう。
童丸（わらしまる）
川波の祖父がスカウトしてきた遠縁の子。巡業で実家に帰省してきた川波と同行したひよの山に連れられて入門した。
豊の鳥（とよのとり）
かつては幕内力士だったが、度重なる怪我により取的に番付を下げた。ひよの山との取り組みで負傷、自分を気遣うひよの山に対して「大丈夫だ」と言い、お礼を言った上で勝ち名乗りを受けるように諭し車椅子に乗せられて退場。その後、ひよの山に「上で待ってろ、必ず戻る」と告げた。妻子（娘）持ちで、大鳥親方とは相婿の関係。
森木林（もりきりん）
駝鳥部屋所属。長い首を相手に巻き付ける文字通りの「首相撲」でひよの山の動きを封じ、そのまま寄り切ろうとするが、低く潜ったひよの山に廻しを取られ、掛け投げで敗れる。
攻守（こうもり）
真っ黒な体と黄色い目が特徴。赤鷲と対戦し、一度は攻撃を躱したかに見えたが、赤鷲の素早い対応に顎から土俵を滑るように倒れて敗北。
啄木鳥（きつつき）
寺つつき部屋所属。体じゅうの傷と赤い髪がトレードマーク。めがね川との対戦は頭突きの応酬となるが、連続の素早い頭突きでめがね川を気絶させて倒す。一見強面のようだが、気絶しながらも前に倒れるめがね川を見て「おまえ強くなるよ」と呟くなど、優しい一面もある。
第415話で再登場。対戦相手の応援幕に書かれた文字に困惑するめがね川を一喝し、相撲に集中するよう促した。
福九郎（ふくろう）
鷹泊部屋所属。ひよの山の対戦相手になった、白い体が特徴の力士。体の太さを自由に変えることができ、立ち合いの瞬間に細くなってひよの山の当たりをかわして勝利する。老人のような口調で話すが、本人は18才だと言っている。
豆でっぽう（まめー)
宇宙鳩部屋所属。真っ白な全身が特徴。めがね川との対戦で、立ち合いから連続で素早い張り手を浴びせる。それでも対抗して前に出てきためがね川の押しをいったん受け止め、体を起こすことに成功するが、とどめのつもりで放った張り手を頭突きで受け止められ、逆にもろ差しになられた末寄り切りで敗れる。その後自分の技を見事に打ち破っためがね川の健闘を讃えた。
勢喜聖（せきせい）
王武部屋所属。立ち合いでひよの山の突きをかわすが、秘技と称して俵に乗ったところを前からつつかれてバランスを崩し足が土俵の外に落ちたことで敗れる。

### 記者
どす子（どすこ）
スポーツライター。ライター歴11年のベテラン。そっぷ海の憧れの人。
すも子（すもこ）
スポーツカメラマン。目は前髪で見えない。赤鷲の姉。
すもも
見習いのスポーツ記者。感動しやすい性格。

### その他
シコ
豊の鳥の娘で大鳥親方の妻の姪。ひよの山と豊の鳥との取組後、たびたび大鳥部屋に出入りしている。

## 書籍
河出書房新社より、マンガ版と力士や裏方のインタビューなどを収録した書籍が刊行されている。
- ハッキヨイ!せきとりくん　わくわく大相撲ガイド　2013年1月　ISBN 978-4-309-27376-1
- ハッキヨイ!せきとりくん　わくわく大相撲ガイド　押し出し編　2014年1月　ISBN 978-4-309-27459-1
- ハッキヨイ!せきとりくん　わくわく大相撲ガイド　寄り切り編　2015年1月　ISBN 978-4-309-27556-7